# Jacob Rohner
Jacob Rohner (* 2. Oktober 1852 in Rebstein; † 15. August 1926 ebenda) war ein Schweizer Unternehmer, einer der bedeutendsten Ostschweizer Stickereikaufleute.

## Biografie

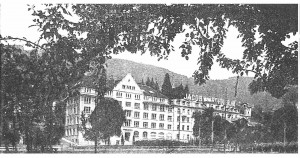
Verwaltungsgebäude der Jacob Rohner AG in Rebstein, erbaut 1911

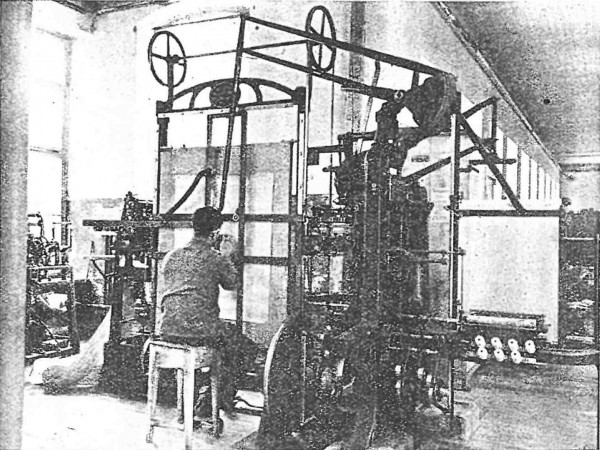
Punch-Machine (Kartenschlagmaschine) zur Erstellung der Lochkarten für die Automation der Stickmaschinen

Rohner besuchte die Katholische Primarschule in Rebstein, anschliessend auf Geheiss des Vaters die Sekundarschule in Altstätten. Nach einer Berufslehre als Käser, absolvierte Rohner eine fünfwöchige Lehre als Sticker in Marbach. 1873 gründete er mit seinem Bruder Johannes Rohner einen Stickereibetrieb mit Handstickmaschinen, und betätigte sich anfangs als Lohnsticker später auch als Fergger. 1877 verheiratet sich Rohner mit Regina Buschor, aus der Ehe gingen drei Kinder hervor. 1879 begann er, die Stickereien zu exportieren und gründete 1889 eine Handelsniederlassung in New York. 1893 baute er Eigenfabrikation mit der Errichtung von Schifflistickfabriken in Rebstein (1893), Buttikon (1896), Widnau (1897) und Lüchingen (1911–12). 1911 wandelte er den Betrieb in die Jacob Rohner AG um.
Vor dem Ersten Weltkrieg war sie die drittgrösste Stickerei in der Ostschweiz, mit 160 Maschinen und rund 3000 Angestellten.
Von 1898 bis 1921 war er katholisch-konservativer Kantonsrat und unterstützte im St. Galler Rheintal katholische Institutionen finanziell. Er war Mitinitiant und namhafter Geldgeber der Rheintaler Strassenbahn.